# Скьятти, Луиджи
Луиджи Скьятти (итал. Luigi Schiatti, 1740 год (?) — 1805 год (?)) — итальянский скрипач и композитор, служивший в России при дворе императрицы Екатерины II.

## Биография
О жизни музыканта известно мало, портрет его не сохранился. Неизвестны точные даты и место его рождения и смерти. Луиджи Скьятти родился около 1740 года. Вероятно, его следует соотнести со скрипачом Луиджи (Луисом) Скьятти, служившим в Штутгарте при дворе герцога Вюртембергского Карла-Евгения. В архивах Штутгарта сохранились данные о получении им жалования в 1754-1765 годах. Тем не менее, документальных данных для подтверждения его тождественности музыканту, служившему при дворе Екатерины II, нет.
В 1765 году (а по другим данным в 1760 году) прибыл в Россию и стал работать в группе скрипок в придворном оркестре Екатерины II. Предполагают, что приезд Скьятти в Россию связан с назначением именно в 1765 году капельмейстером придворного оркестра Бальдассара Галуппи, который подверг резкой критике состояние оркестра и потребовал его немедленного усиления. Однако утверждение, что Галуппи лично пригласил Скьятти для качественного исполнения своих произведений документально не подтверждено..
Его дочь Катерина Майер-Скьятти (итал. Katerina Maier-Schiatti) была заметным композитором своей эпохи Опубликованный в Санкт-Петербурге цикл из своих трёх фортепианных сонат она посвятила графу Платону Зубову, фавориту императрицы. Позже, в 1800 году она опубликовала в Лондоне свой фортепианный концерт. Скьятти покинул Россию в 1790 году. Скончался около 1805 года. Его произведения были забыты, а значительная их часть утеряна.

## Возрождение интереса к творчеству
Интерес к творчеству Луиджи Скьятти возник после исполнения ансамблем «Солисты Екатерины Великой» его Трио-сонаты соль минор для двух скрипок и basso continuo (сочинение 1770 года (?)) на фестивале Earlymusic- 2013. В том же году струнный квартет композитора прозвучал на фестивале в Хельсинки, а Трио-соната соль минор в 2014 году была издана на CD.